# Acacia klugii
Acacia klugii är en ärtväxtart som beskrevs av James Francis Macbride. Acacia klugii ingår i släktet akacior, och familjen ärtväxter. Inga underarter finns listade i Catalogue of Life.